# Senatswahl in Tschechien 2010
Bei der Senatswahl in Tschechien 2010 wurde ein Drittel des Senats des Parlaments der Tschechischen Republik neu gewählt. Der erste Wahlgang fand am 15. und 16. Oktober 2010 statt, der zweite am 22. und 23. Oktober 2010.

## Wahlverfahren
Alle zwei Jahre werden ein Drittel der 81 Senatssitze (27 Sitze) für sechs Jahre neu besetzt. Dabei standen 2010 die Sitze der Wahlkreise 1, 4, 7, …, 79 zur Wahl. Der Senat wird in Einerwahlkreisen per Mehrheitswahl gewählt. Erhält keiner der Kandidaten eine absolute Mehrheit der Stimmen im ersten Wahlgang, findet eine Stichwahl zwischen den beiden bestplatzierten Kandidaten statt.

## Ergebnisse

### Zusammenfassung
Die Senatswahl fand fünf Monate nach der Abgeordnetenhauswahl 2010 und drei Monate nach Amtsantritt der Regierung Petr Nečas (ODS, TOP 09, VV) statt.
Die Tschechische Sozialdemokratischen Partei (ČSSD) wurde erneut stärkste Kraft und gewann zwölf Sitze hinzu. Mit 41 Sitzen verfügte sie nun über eine absolute Mehrheit. Die Demokratische Bürgerpartei (ODS) verlor 10 Sitze und verfügte noch über 25 Sitze. Das Wahlbündnis aus TOP 09 und STAN konnte zwei Sitze gewinnen, ebenso die Regionalpartei Severočeši.cz. Die Kommunistische Partei Böhmens und Mährens und die KDU-ČSL verloren je einen Sitz.
- KSČM: 2
- ČSSD: 41
- Sonst.: 2
- STAN: 2
- S.cz: 2
- KDU: 6
- TOP 09: 1
- ODS: 25

| Partei | Partei                                                                  | Erster Wahlgang | Erster Wahlgang | Zweiter Wahlgang | Zweiter Wahlgang | Sitze ohne Neuwahl | Sitze insgesamt | ±   |
| Partei | Partei                                                                  | Stimmen (in %)  | Sitze           | Stimmen (in %)   | Sitze            | Sitze ohne Neuwahl | Sitze insgesamt | ±   |
| ------ | ----------------------------------------------------------------------- | --------------- | --------------- | ---------------- | ---------------- | ------------------ | --------------- | --- |
|        | Česká strana sociálně demokratická (ČSSD)                               | 25,28           | 0               | 44,02            | 12               | 29                 | 41              | +12 |
|        | Občanská demokratická strana (ODS)                                      | 23,21           | 0               | 33,17            | 8                | 17                 | 25              | −10 |
|        | TOP 09                                                                  | 13,08           | 0               | 6,04             | 1                | 0                  | 1               | +1  |
|        | Komunistická strana Čech a Moravy (KSČM)                                | 10,23           | 0               |                  |                  | 2                  | 2               | −1  |
|        | Křesťanská a demokratická unie – Československá strana lidová (KDU-ČSL) | 7,60            | 0               | 6,32             | 2                | 4                  | 6               | −1  |
|        | Věci veřejné (VV)                                                       | 4,98            | 0               | 1,76             | 0                | 0                  | 0               | ±0  |
|        | Severočeši.cz (S.cz)                                                    | 1,75            | 0               | 3,42             | 2                | 0                  | 2               | +2  |
|        | Starostové a nezávislí (STAN)                                           | 1,33            | 0               | 1,50             | 1                | 1                  | 2               | +1  |
|        | Nezávislí (NEZ)                                                         | 0,94            | 0               | 1,57             | 0                | 0                  | 0               | −1  |
|        | Nestraníci (NK)                                                         | 0,76            | 0               | 2,20             | 1                | 0                  | 1               | +1  |
|        | Strana pro otevřenou společnost (SOS)                                   | 0,11            | 0               |                  |                  | 1                  | 1               | ±0  |
|        | Unabhängige                                                             | 1,12            | 0               |                  |                  | 0                  | 0               | ±0  |
|        | Sonstige Parteien                                                       | 9,61            | 0               |                  |                  | 0                  | 0               | −4  |
| Total  | Total                                                                   | 100,00          | 0               | 100,00           | 27               | 54                 | 81              | ±0  |

### Wahlkreisergebnisse

Wahlkreisgewinner nach Parteizugehörigkeit

|  | Česká strana sociálně demokratická Občanská demokratická strana Křesťanská a demokratická unie – Československá strana lidová Severočeši.cz Starostové a nezávislí TOP 09 Komunistická strana Čech a Moravy Sonstige Parteien / Parteilose |

| Wahlkreis            | Wahlkreissieger | Wahlkreissieger | Wahlkreissieger     | Gegner (Stichwahl) | Gegner (Stichwahl) | Gegner (Stichwahl) | % der Stimmen (Stichwahl) |
| Wahlkreis            | Partei          | Partei          | Name                | Partei             | Partei             | Name               | % der Stimmen (Stichwahl) |
| -------------------- | --------------- | --------------- | ------------------- | ------------------ | ------------------ | ------------------ | ------------------------- |
| 1 – Karlovy Vary     |                 | STAN a          | Jan Horník b        |                    | ODS                | Josef Pavel        | 71,75                     |
| 4 – Most             |                 | S.cz            | Alena Dernerová     |                    | ČSSD               | Zdeněk Brabec      | 65,14                     |
| 7 – Plzeň-město      |                 | ČSSD            | Dagmar Terelmešová  |                    | ODS                | Jiří Šneberger b   | 54,06                     |
| 10 – Český Krumlov   |                 | ODS             | Tomáš Jirsa b       |                    | ČSSD               | Vladimír Špidla    | 54,70                     |
| 13 – Tábor           |                 | ODS             | Pavel Eybert b      |                    | ČSSD               | Jan Mládek         | 51,20                     |
| 16 – Beroun          |                 | ODS             | Jiří Oberfalzer     |                    | TOP 09             | Věra Kovářová      | 51,87                     |
| 19 – Prag 11         |                 | ODS             | Milan Pešák         |                    | ČSSD               | Ladislav Kárský    | 55,70                     |
| 22 – Prag 10         |                 | TOP 09 c        | Jaromír Štětina b   |                    | ODS                | Vladislav Lipovský | 57,50                     |
| 25 – Prag 6          |                 | ODS             | Petr Bratský        |                    | TOP 09             | Bedřich Moldan     | 50,16                     |
| 28 – Mělník          |                 | ODS             | Veronika Vrecionová |                    | ČSSD               | Milan Němec        | 55,83                     |
| 31 – Ústí nad Labem  |                 | S.cz            | Jaroslav Doubrava d |                    | ODS                | Pavel Sušický b    | 55,97                     |
| 34 – Liberec         |                 | ODS             | Přemysl Sobotka b   |                    | ČSSD               | Stanislav Eichler  | 54,06                     |
| 37 – Jičín           |                 | ČSSD            | Josef Táborský      |                    | ODS                | Jiří Liška b       | 54,09                     |
| 40 – Kutná Hora      |                 | ČSSD            | Jaromír Strnad      |                    | TOP 09             | Zdeněk Nováček     | 51,22                     |
| 43 – Pardubice       |                 | NK              | Miluše Horská       |                    | ČSSD               | Jiří Komárek       | 52,23                     |
| 46 – Ústí nad Orlicí |                 | KDU-ČSL         | Petr Šilar          |                    | ČSSD               | Miloslav Soušek    | 56,13                     |
| 49 – Blansko         |                 | ČSSD            | Jozef Regec         |                    | KDU-ČSL            | Zdeněk Peša        | 54,32                     |
| 52 – Jihlava         |                 | ODS             | Miloš Vystrčil      |                    | ČSSD               | Vratislav Výborný  | 59,37                     |
| 55 – Brno-město      |                 | ČSSD            | Jan Žaloudík        |                    | ODS                | Tomáš Julínek b    | 67,31                     |
| 58 – Brno-město      |                 | KDU-ČSL         | Stanislav Juránek   |                    | ČSSD               | Václav Božek       | 53,93                     |
| 61 – Olomouc         |                 | ČSSD            | Martin Tesařík      |                    | ODS                | Jan Hálek b        | 54,78                     |
| 64 – Bruntál         |                 | ČSSD            | Jaroslav Palas      |                    | ODS                | Jiří Žák b         | 62,56                     |
| 67 – Nový Jičín      |                 | ČSSD            | Zdeněk Besta        |                    | ODS                | Milan Bureš b      | 60,32                     |
| 70 – Ostrava-město   |                 | ČSSD            | Antonín Maštalíř    |                    | NEZ                | Liana Janáčková b  | 53,03                     |
| 73 – Frýdek-Místek   |                 | ČSSD            | Petr Gawlas         |                    | VV                 | Stanislav Czudek   | 51,41                     |
| 76 – Kroměříž        |                 | ČSSD            | Miloš Malý          |                    | ODS                | Zdeněk Janalík b   | 53,86                     |
| 79 – Hodonín         |                 | ČSSD            | Zdeněk Škromach     |                    | ODS                | Alena Venhodová b  | 57,72                     |